# Brzeszczyny
Brzeszczyny [bʐɛʂˈt͡ʂɨnɨ] (tiếng Đức: Schwillgarben)  là một ngôi làng ở quận hành chính của Gmina Braniewo, trong huyệnBraniewski, Warmińsko-Mazurskie, ở miền bắc Ba Lan, gần biên giới với Kaliningrad của Nga. Nó nằm khoảng 8 kilômét (5 mi)   về phía đông nam của Braniewo và 72 km (45 mi)     phía tây bắc của thủ đô khu vực Olsztyn.
Ngôi làng có dân số 270 người.